# Picsearch
Picsearch è una compagnia svedese, fondata nel 2000, che ha un motore di ricerca di immagini per Internet. Ha un indice che comprende più di 1.700.000.000 immagini Web. Ha clienti come MSN, Ask e Lycos. È riconosciuto come uno dei tre più grandi motori di ricerca di immagini, assieme a Google e Yahoo.

## L'azienda
Picsearch è stato creato nel 2000 da due studenti dell'Università di Linköping. Il suo motore di ricerca di immagini è stato lanciato nell'estate del 2001. L'azienda ha il proprio quartier generale a Stoccolma in Svezia.